# Борек-Стшелінський
Борек-Стшелінський (пол. Borek Strzeliński, нім. Großburg) — село в Польщі, у гміні Борув Стшелінського повіту Нижньосілезького воєводства.
Населення — 976 осіб (2011).

## Демографія
Демографічна структура станом на 31 березня 2011 року:
|          | Загалом | Допрацездатний вік | Працездатний вік | Постпрацездатний вік |
| -------- | ------- | ------------------ | ---------------- | -------------------- |
| Чоловіки | 496     | 89                 | 365              | 42                   |
| Жінки    | 480     | 92                 | 285              | 103                  |
| Разом    | 976     | 181                | 650              | 145                  |